# スカーレット・ヨハンソンの百点満点大作戦
『スカーレット・ヨハンソンの百点満点大作戦』（The Perfect Score）は、2004年のアメリカ映画。日本劇場未公開。

## ストーリー
大学進学適性試験で高得点を取るために、カンニングの目的からフランチェスカやアンナなど6人の高校生が問題用紙を手に入れようとする。

## キャスト
- フランチェスカ・カーティス：スカーレット・ヨハンソン
- アンナ・ロス：エリカ・クリステンセン
- カイル：クリス・エヴァンス
- マティ・マシューズ：ブライアン・グリーンバーグ
- デスモンド・ローズ：ダリウス・マイルズ
- ロイ：レオナルド・ナム
- マシュー・リラード
- ティラ・フェレル
- ヴァネッサ・エンジェル
- リンダ・ボイド
- フルヴィオ・セセラ
- アイリス・クイン
- ロバート・クラーク